# Martin Wilhelm Kutta
Martin Wilhelm Kutta (Byczyna, 3 novembre 1867 – Fürstenfeldbruck, 25 dicembre 1944) è stato un matematico tedesco.

## Biografia
Kutta nacque a Pitschen, nell'Alta Slesia (oggi Byczyna, in Polonia). Studiò all'Università di Breslavia dal 1885 al 1890 e continuò gli studi a Monaco fino al 1894, dove divenne assistente di Walther Franz Anton von Dyck. Dal 1898 passò un anno all'Università di Cambridge.
Dal 1910 al 1912 fu professore all'Università Tecnica di Aquisgrana. Kutta divenne professore all'Università di Stoccarda nel 1912, dove rimase sino a quando si ritirò dalla professione, nel 1935.
Nel 1901 egli sviluppò assieme al collega Carl Runge i metodi di Runge-Kutta, usati per risolvere numericamente equazioni differenziali ordinarie. Egli è inoltre ricordato per i suoi contributi in aerodinamica, quali il teorema di Kutta-Žukovskij, il profilo di Kutta-Žukovskij e la condizione di Kutta.
Kutta morì a Fürstenfeldbruck, in Germania, nel 1944.